# Portlet
Portlet – niezależny komponent stworzony najczęściej w języku Java do umieszczenia na stronie www. Są to programy wyświetlające jedną funkcjonalność na stronie. Portlet jest umieszczany w kontenerze portletów, który agreguje zawartość prezentowanej strony. Celem portletów jest stworzenie programu, który będzie uniezależniony od kontenera, na którym będzie uruchamiany, co stwarza możliwość jego wielokrotnego użycia. Specyfikacja portletów jest opracowywana przez Java Community Process i nosi numery JSR-168 i JSR-286.
Portlety są wspierane przez wszystkich największych dostawców oprogramowania w technologii Java, takich jak IBM, Oracle, BEA Systems, JBoss i Sun Microsystems.
Społeczność Apache również stworzyła open-sourcowy kontener JetSpeed.
Np. IBM WebSphere Portal jest nakładką (dodatkową instalacją) na IBM Websphere Application Server.